# Portoroz Challenger 1998
Il Portoroz Challenger 1998 è stato un torneo di tennis facente parte della categoria ATP Challenger Series nell'ambito dell'ATP Challenger Series 1998. Il torneo si è giocato a Portorose in Slovenia dal 23 al 29 novembre 1998 su campi in cemento indoor.

## Vincitori

### Singolare
Rainer Schüttler ha battuto in finale  Peter Wessels con il punteggio di 6–3, 6–2

### Doppio
Maks Mirny /  Andrej Ol'chovskij hanno battuto in finale  Aleksandar Kitinov /  Takao Suzuki con il punteggio di 6–4, 7–6